# Hoock
Hoock is een historisch Duits motorfietsmerk.
De bedrijfsnaam was: Hoock & Co., Köln am Rhein.
Hoock was importeur voor Duitsland van Villiers-motoren en Britse onderdelen. Van 1926 tot 1928 bouwde hij op kleine schaal motorfietsen met de 342cc-eencilinder tweetaktmotor van Villiers.